# Sten Hallberg
Sten Julius Hallberg, född 30 september 1905 i Stockholm, död 29 september 1982 i Österåkers församling, Stockholms län, var en svensk väg- och vattenbyggnadsingenjör.
Efter studentexamen 1924 utexaminerades Hallberg från Kungliga Tekniska högskolan 1928, blev reservofficer i Fortifikationen 1930, kapten i Väg- och vattenbyggnadskåren 1941 och teknologie doktor 1950. Han anställdes vid Statens Väginstitut 1930, var avdelningschef där 1939–1958, lektor vid Högre tekniska läroverket i Stockholm 1958 och professor i vägbyggnad vid Kungliga Tekniska högskolan 1959–1971.